# Henuttauy C
Henuttauy o Henuttaui, fue una princesa y sacerdotisa del antiguo Egipto durante la dinastía XXI.

## Biografía
Henuttauy era probablemente hija del Sumo sacerdote tebano de Amón Menjeperra y de Isetemkheb C, hija del faraón Psusenes I. Probablemente se casó con su hermano Esmendes II, quien se convirtió en Sumo sacerdote de Amón después de la muerte de su padre. La pareja tuvo al menos una hija, Isetemkheb E.
Posee muchos títulos como Cantante de Amón, Señora de la Casa, Jefa del Harén de Amón, Flautista de Mut, Madre del Dios Khonsu. Henuttauy murió anciana alrededor de los 70 años, y fue enterrada en la necrópolis de Deir el-Bahari cerca del Templo Mortuorio de Hatshepsut. Su tumba (MMA 60) fue saqueada en la antigüedad, y redescubierta en 1923-24 por una expedición dirigida por Herbert E. Winlock. Las joyas desaparecieron hace mucho tiempo, pero la momia, los ataúdes y parte del equipo funerario se llevaron al Museo Metropolitano de Arte, donde se exhiben en la actualidad. Más tarde, algunos de los ataúdes de Henuttawy fueron entregados al Museo de Bellas Artes de Boston (acc. Nº 54.639-40).
Según Kenneth Kitchen, es probable que sea la misma Henutmire que se menciona como beneficiaria de un decreto tallado en el décimo pilono del recinto de Amón-Ra en Karnak, y emitido en los años 5, 6 y 8 por un rey no identificado, posiblemente Siamón: cuando Pinedyem II sustituyó a Esmendes II como Sumo Sacerdote de Amón en Tebas. Las inscripciones no mencionan ningún título, pero de ellas se desprende claramente que Henuttauy y su hija Isetemkheb heredaron la propiedad de un hombre llamado Esmendes, probablemente el difunto esposo de la primera.

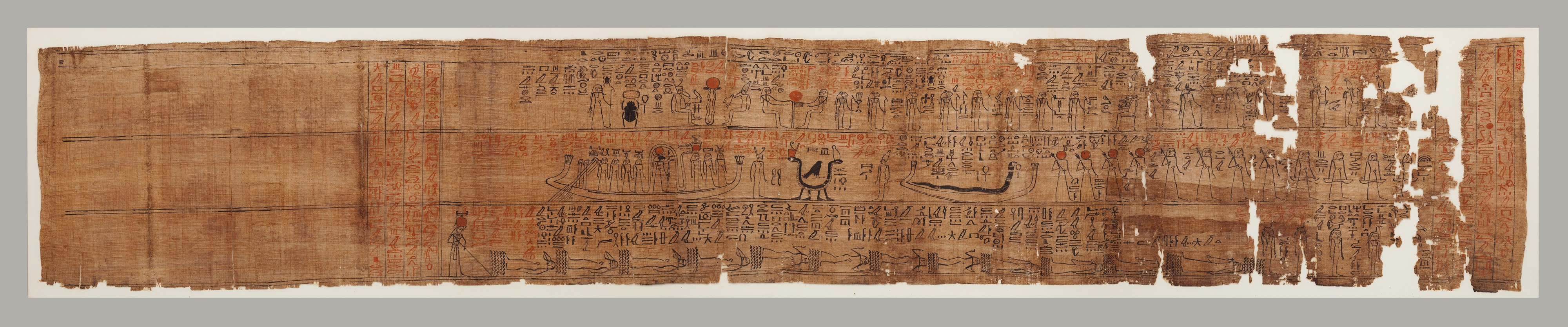
Papiro "Amduat" de Henuttauy, hija de Isetemkheb. MET